# Paolo Galletti
Paolo Galletti (n. 7 martie 1937, Florența, Regatul Italiei – d. 25 aprilie 2015, Tavarnelle Val di Pesa, Metropolitan City of Florence⁠(d), Toscana, Italia) a fost un înotător italian.